# Manu Trigueros
Manuel 'Manu' Trigueros Muñoz (sinh ngày 17 tháng 10 năm 1991) là một cầu thủ bóng đá chuyên nghiệp người Tây Ban Nha đang thi đấu ở vị trí tiền vệ cho Villarreal CF.

## Danh hiệu

### Cá nhân
- UEFA La Liga Team of the Season: 2016–17[1]